# Elmer Wachtel
Elmer Wachtel (Baltimore, 21 de enero de 1864-Guadalajara, 31 de agosto de 1929) fue un pintor estadounidense que vivió y trabajó en el sur de California. Fue conocido por sus paisajes impresionistas.

## Biografía
Nació en Baltimore, Maryland el 21 de enero de 1864. Se mudó a California en 1882 para vivir con su hermano, quien trabajaba en San Gabriel. Wachtel trabajó como peón en un rancho y como empleado de una tienda de muebles mientras ahorraba dinero para asistir a la escuela de arte. También trabajó como violinista, tocando para la Orquesta Filarmónica de Los Ángeles. Wachtel fue en gran parte autodidacta como pintor. Estudió en la Art Students' League de Nueva York durante dos meses y luego en la Lambeth School of Art de Londres. Wachtel se casó con la escultora Marion Kavanagh en 1904; los dos vivían en la región de Arroyo Seco de Los Ángeles. Era conocido por pintar paisajes de California, en lugar de paisajes europeos. El 31 de agosto de 1929, Wachtel falleció repentinamente durante un viaje laboral en Guadalajara, México.
Durante la Primera Guerra Mundial, Wachtel se convirtió en informante del Departamento de Justicia de Estados Unidos al informar a las autoridades de la ley federal sobre supuestas declaraciones pro-alemanas y contra la guerra de militantes socialistas y compañeros artistas.

## Otras fuentes
Hollywood Bohemia: The Roots of Progressive Politics in Rob Wagner's Script by Rob Leicester Wagner (Janaway Publishing, 2016). ISBN 978-1-59641-369-6